# Giro Mediterraneo Rosa
Der Giro Mediterraneo Rosa ist ein Straßenradrennen im Frauenradsport in Italien.
Das Etappenrennen wurde erstmals im Jahr 2023 als Rennen des nationalen Kalenders ausgetragen. Seit 2024 steht es im Rennkalender der UCI und ist in die Kategorie 2.2 eingestuft. Die Strecke führt in mehreren Teilabschnitten durch die Region Kalabrien im Süden von Italien.

## Palmarès
| Jahr | Siegerin          | Zweite              | Dritte         |
| ---- | ----------------- | ------------------- | -------------- |
| 2023 | Carlotta Cipressi | Beatrice Rossato    | Silvia Zanardi |
| 2024 | Lara Gillespie    | Federica Venturelli | Giada Borghesi |
| 2025 |                   |                     |                |